# Johann Wilhelm Andreas Pfaff
Johann Wilhelm Andreas Pfaff (Stuttgart, 5 de dezembro de 1774 — Erlangen, 26 de junho de 1835) foi um matemático alemão.
Foi professor de matemática pura e aplicada em Dorpat, Nuremberg, Würzburg e Erlangen. Irmão do matemático Johann Friedrich Pfaff e do médico e físico Christian Heinrich Pfaff.